# Милонова къща (Долца)
 Тази статия е за къщата в костурската махала Долца.  За къщата в костурската махала Позери вижте Милонова къща (Позери).  
Милоновата къща (на гръцки: Οικία Μυλωνά) е къща, архитектурна забележителност в град Костур, Гърция.

## Местоположение
Къщата е разположена на улица „Агии Теодори“ в южната махала Долца (Долцо), над църквата „Свети Апостоли Сервиотски“.

## История
Сградата вероятно е построена в края на XIX век. В 1965 година сградата е обявена за паметник на културата.

## Архитектура
Сградата има керемидени покриви и се състои от приземен и горен етаж. Приземният етаж е каменен, а първият етаж е дървен. Част от сградата е реконструирана. Етажът е разделен на две крила с балкон.